# Сріблястий фургон
«Сріблястий фургон» — радянський телефільм 1982 року, знятий режисером Октаєм Міркасимовим на кіностудії «Азербайджанфільм».

## Сюжет
Телефільм за мотивами однойменної повісті Ельчина. До села на сріблястому, цирковому фургоні приїжджає доброзичливий, молодий чоловік, який дарує своє чисте кохання молодій, невдачливій жінці.

## У ролях
- Гаміда Омарова — Медіна
- Михайло Мамедов — Расул
- Омір Нагієв — Фарман
- Мухтар Манієв — Сафар
- Ельдар Алієв — Агададаш
- Самір Кадиров — Фарід
- Ашраф Мамаєв — літній міліціонер
- Кяміль Магерамов — друг Фармана
- Фергана Кулієва — роль другого плану
- Мансур Мамедов — роль другого плану
- Фархад Гусейнов — Акпер, міліціонер
- Гюмрах Рагімов — м'ясник
- Садагат Зульфугарова — килимниця
- Наїба Ширінова — килимниця
- Хікран Назірова — килимниця
- Маяк Керімов — роль другого плану
- Шамсі Шамсізаде — роль другого плану
- Садая Мустафаєва — роль другого плану

## Знімальна група
- Режисер — Октай Міркасимов
- Сценарист — Ельчин Ефендієв
- Оператор — Алескер Алекперов
- Композитор — Рафік Бабаєв
- Художник — Фірангіз Курбанова